# Народный учитель Украины
Народный учитель Украины (укр. Народний вчитель України) — государственная награда Украины — почётное звание, присваиваемое Президентом Украины согласно Закону Украины «О государственных наградах Украины».

## Положение о почётном звании
В соответствии с Положением о почётных званиях Украины, почётное звание «Народный учитель Украины» присваивается учителям за выдающиеся заслуги в педагогике.
Почётное звание «Народный учитель Украины» является высшей степенью соответствующего почётного звания «Заслуженный учитель Украины».
Лица, представляемые к присвоению почётного звания «Народный учитель Украины», «Заслуженный учитель Украины», должны иметь высшее образование на уровне специалиста или магистра.
При представлении к присвоению почётного звания «Народный учитель Украины», «Заслуженный учитель Украины», к представлению и наградному листу представляемого к присвоению почётного звания прилагается список основных работ.
Присвоение почётного звания производится указом Президента Украины. Почётное звание может быть присвоено гражданам Украины, иностранцам и лицам без гражданства.
Присвоение почётного звания посмертно не производится.

## Описание нагрудного знака
- Нагрудный знак к почётному званию «Народный учитель Украины» аналогичен нагрудным знакам других почётных званий Украины категории «народный».
- Нагрудный знак изготавливаются из позолоченного серебра и содержат под названием почётного звания изображение пальмовой ветви.
- Нагрудный знак имеет форму овального венка, образованного двумя ветвями лавровых листьев. Концы ветвей внизу обвиты лентой. В середине венка помещен фигурный картуш с надписью «Народний учитель». Картуш венчает малый Государственный Герб Украины.
- Лицевая сторона нагрудного знака выпуклая. Все изображения и надписи рельефные.
- На оборотной стороне нагрудного знака — застежка для прикрепления к одежде.
- Размер нагрудного знака: ширина — 35 мм, длина — 45 мм.

## Список народных учителей Украины

### 2007 год
1. 2 октября 2007 — Гавриш, Светлана Андреевна — директор общеобразовательного учебного заведения I-II ступеней «Технико-экономический лицей», г. Днепропетровск[1]
2. 2 октября 2007 — Жофчак, Золтан Золтанович — директор Авторского учебно-воспитательного комплекса города Ужгорода, Закарпатская область[1]
3. 2 октября 2007 — Комиренко, Михаил Митрофанович — директор Фастовского лицея-интерната, Киевская область[1]
4. 2 октября 2007 — Пушкарь, Надежда Степановна — учительница Луцкой общеобразовательной школы I-III ступеней № 16, Волынская область[1]

### 2008 год
1. 19 августа 2008 — Лосюк, Пётр Васильевич — директор Яворивской общеобразовательной школы I-III степеней, Косовский район (Ивано-Франковская область)[2]
2. 1 октября 2008 — Литвиненко, Лидия Семёновна — директор специального общеобразовательного детского дома «Малютка» смешанного типа для детей дошкольного и школьного возраста, детей с задержкой психического развития, г. Киев[3]

### 2009 год
1. 28 мая 2009 — Сазоненко, Анна Стефановна — директор Украинского гуманитарного лицея Киевского национального университета имени Тараса Шевченко; работник предприятий, учреждений, организаций города Киева[4]
2. 5 июня 2009 — Иошин, Николай Васильевич — учитель, директор гимназии № 11 имени К. А. Тренёва; работник предприятий, учреждений, организаций города Симферополя, Автономная Республика Крым[5]
3. 1 октября 2009 — Глущенко, Галина Евдокимовна — директор Кловского лицея № 77, г. Киев[6]
4. 1 октября 2009 — Скобликова, Мария Харитоновна — учительница Чапаевской общеобразовательной школы I-III ступеней, Харьковская область[6]

### 2010 год
1. 8 февраля 2010 — Сичко, Сергей Михайлович[укр.] — директор Николаевского муниципального коллегиума[7]
2. 24 февраля 2010 — Гузик, Николай Петрович[укр.] — директор авторской Н. П. Гузика экспериментальной специализированной I-III ступеней общеобразовательной школы-комплекса № 3 города Южного (Одесская область)[8]
3. 29 сентября 2010 — Якир, Михаил Семёнович — учитель Киево-Печерского лицея № 171 «Лидер» города Киева[9]

### 2011 год
1. 24 июня 2011 — Босенко, Марианна Ивановна — учительница, директор гимназии № 48 Шевченковского района города Киев[10]

### 2012 год
1. 30 ноября 2012 — Игнатюк, Любовь Николаевна[укр.] — старший преподаватель Херсонского Академического лицея при Херсонском государственном университете[11]

### 2013 год
1. 7 марта 2013 — Дружинина, Наталья Васильевна — учительница Естественно-научного лицея № 145 Печерского района города Киев[12]
2. 4 октября 2013 — Каташов, Анатолий Иванович — директор коммунального учреждения «Луганский лицей иностранных языков»[13]
3. 4 октября 2013 — Харик, Елена Ефимовна — учительница коммунального учреждения «Харьковский физико-математический лицей № 27 Харьковского городского совета Харьковской области»[13]

### 2016 год
1. 22 августа 2016 — Пасихов, Юрий Яковлевич — заместитель директора, заведующий лабораторией, учитель заведения «Физико-математическая гимназия № 17 Винницкого городского совета»[14]

### 2017 год
1. 28 сентября 2017 — Вест, Светлана Александровна — заместитель директора общеобразовательного учебного заведения I–III ступеней «Лицей № 100 «Подол» Подольского района города Киева[15]

### 2018 год
1. 3 октября 2018 — Алексин, Лилия Тадеевна — учительница Львовского физико-математического лицея-интерната при Львовском национальном университете имени Ивана Франко[16]

### 2019 год
1. 4 мая 2019 — Лебедь, Татьяна Ивановна — заместитель директора Херсонского академического лицея имени О. В. Мишукова Херсонского городского совета[17]

### 2020 год
1. 18 марта 2020 — Ягенская, Галина Васильевна[укр.] — учительница биологии коммунального учреждения «Луцкая гимназия № 21 имени Михаила Кравчука Луцкого городского совета Волынской области»[18]

### 2021 год
1. 23 августа 2021 — Грицишин, Мария Ивановна — заместитель директора Украинской гимназии № 1 Ивано-Франковского городского совета[19]
2. 1 октября 2021 — Мельник, Валентин Иванович — преподаватель Кременчугского педагогического колледжа имени А. С. Макаренко, Полтавская область[20]

### 2022 год
1. 30 сентября 2022 — Виктор, Павел Андреевич — учитель коммунального учреждения «Ришельевский научный лицей» Одесского областного совета[21]
2. 30 сентября 2022 — Кривутенко, Тамара Анатольевна — учительница гимназии № 32 «Успех» Печерского района г. Киева[21]

### 2023 год
1. 27 сентября 2023 — Горбач, Алла Евгеньевна — учительница Нововолынского лицея № 1 Нововолынского городского совета, Волынская область[22]

### 2024 год
1. 3 октября 2024 — Черкач, Наталья Ильинична — учительница Вижницкого лицея, Черновицкая область[23]